# Лиса на Лаби
Лиса на Лаби (чеш. Lysá nad Labem) град је у Чешкој Републици. Град се налази у управној јединици Средњочешки крај, у оквиру којег припада округу Нимбурк.

## Становништво
Према подацима о броју становника из 2014. године град је имао 9.113 становника.